# Riyoko Ikeda
Riyoko Ikeda (池田 理代子, Ikeda Riyoko) (Osaka, 18 de desembre de 1947) és una dibuixant de manga i cantant japonesa, coneguda popularment als anys setanta per la seva obra La Rosa de Versalles.
Llicenciada en filosofia i membre de Lliga de Joventut Democràtica del Japó, ha publicat nombrosos mangues de temàtica shojo, basats, principalment, en esdeveniments històrics, com la Revolució Francesa o la Revolució Russa. En la seva obra, destaca l'ús d'escenaris estrangers de fora del Japó, així com el disseny de personatges andrògins, com per exemple a La Rosa de Versailles i Orpheus no Mado, que tingueren notable èxit.
La seva obra més famosa és La Rosa de Versailles, també coneguda a Europa com Lady Oscar. Basada en la Revolució francesa, és considerada com una obra de referència en la definició i desenvolupament del gènere shojo. El manga ha estat adaptat a diversos musicals Takarazuka, una sèrie d'anime (1980) i una pel·lícula d'acció real (1979). L'any 2008 va rebre l'orde de la Legió d'Honor de França per la seva contribució a la difusió de la cultura francesa al Japó, i fou convidada l'any 2011 al Festival del Còmic d'Angulema.

## Obres més notables
- La Rosa de Versalles (1972)
- Oniisama e... (1975)
- Orpheus no Mado (1975)
- Claudine...! (1978)
- Eikou no Napoleon – Eroica (1986)